# Une animatrice en danger
Pour plus de détails, voir Fiche technique et Distribution.
Une animatrice en danger  (titre québécois : Silence radio ; titre original : Radio Silence) est un téléfilm canadien réalisé par Philippe Gagnon et diffusé en 2019.

## Fiche technique
Sauf indication contraire, les informations mentionnées dans cette section peuvent être confirmées par la base de données cinématographiques IMDb,  présente dans la section « Liens externes ».
- Titre original : Radio Silence
- Titre français : Une animatrice en danger[1]
- Titre québécois : Silence radio
- Réalisation : Philippe Gagnon
- Costumes : Anie Fisette
- Musique : Michel Corriveau[2]
- Sociétés de production et de distribution : Incendo Productions
- Pays d'origine :  Canada
- Langue originale : anglais
- Durée : 90 minutes
- Date de diffusion :
  -  États-Unis : 12 avril 2019[3]
  -  France : 30 août 2019

## Distribution
Sauf indication contraire, les informations mentionnées dans cette section peuvent être confirmées par la base de données cinématographiques IMDb,  présente dans la section « Liens externes ».
- Georgina Haig (VF : Anaïs Delva ; VQ : Laurence Dauphinais) : Jill Peterman
- John Ralston (VF : Guillaume Orsat ; VQ : Jacques Lavallée) : Stuart Wells
- Carrie-Lynn Neales (VF : Véronique Desmadryl ; VQ : Catherine De Sève) : lieutenant Briggs
- Marc Senior (VQ : Adrien Bletton) : détective Fiore
- Allison Hossack (VF : Sybille Tureau ; VQ : Nathalie Coupal) : Daisy Reid
- Sebastian Pigott (VF : Valéry Schatz ; VQ : François-Simon Poirier) : Brett Cundall
- Erica Deutschman (VF : Diane Dassigny ; VQ : Alice Pascual) : Claire Ashton
- Stefanie Nakamura : Li Chan
- Jonathan Dubsky (VQ : Nicholas Savard-L'Herbier) : Ron Taylor
- Krista Marchand : Isabelle